# Emmanuel Grenier
Emmanuel Grenier (* 3. November 1970 in Château-Thierry, Département Aisne) ist ein französischer Mathematiker.
1988 erhielt er die Bronzemedaille bei der Internationalen Mathematikolympiade. Grenier studierte 1990 bis 1994 an der École normale supérieure und promovierte 1995 an der Universität Paris VI bei Yann Brenier (Limites singulières oscillantes en mécanique des fluides et physique des plasmas). Ab 1994 war er Chargé de Recherches der CNRS an der Universität Paris VI. Nach der Habilitation 1998 wurde er Professor am UMPA (Unité de Mathématiques Pures et Appliquées der École normale supérieure de Lyon), dessen Direktor er 2002 bis 2005 war. 1999 bis 2011 war er außerdem Professor an der École polytechnique.
Grenier befasst sich mit Hydrodynamik (Grenzübergang von der Navier-Stokes-Gleichung zu den Euler-Gleichungen, Grenzwert großer Corioliskraft mit Anwendungen in Meteorologie und Plasmaphysik) und Modellen in der Biologie (Krebs, Viren, Neurowissenschaften, wo er unter anderem Schlaganfälle, Depressionen und Migräne mathematisch modellierte). In diesem Zusammenhang leitete er 2006 bis 2010 den Forschungsschwerpunkt Anwendungen der Mathematik in Biologie und Medizin (Mabem) bei der CNRS. Er wendet die Mathematik auch in Forschungskontrakten mit der Industrie an, zum Beispiel mit L’Oréal und Sanofi-Pasteur.
2000 erhielt er den EMS-Preis und den Prix Peccot des Collège de France. 2005 erhielt er den Prix Annales Henri Poincaré. 2009 erhielt er den Forschungspreis der Areva und 2010 den Prix Blaise Pascal der Académie des sciences.